# Prionolabis poliochroa
Prionolabis poliochroa là một loài ruồi trong họ Limoniidae. Chúng phân bố ở miền Cổ bắc.